# 基本法
基本法（きほんほう）とは、国の制度・政策に関する理念、基本方針が示されているとともに、その方針に沿った措置を講ずべきことを定めている法律。その基本方針を受けて、その目的・内容等に適合するように行政諸施策が定められ、個別法にて遂行される。また基本法は「親法」として優越的な地位をもち、他の法律や行政を指導・誘導する役割がある。

## 日本の基本法
日本の国内法では、「基本法」についての法令上の定義規定は存在しない。国会質疑において、衆議院法制局参事より「基本法といいますのは、国政の重要分野について進めるべき施策の基本的な理念や方針を明らかにするとともに、施策の推進体制等について定めるもの」という答弁がなされている。ただし、そのような役割を持つ法律が、必ず「基本法」と命名されるわけではない。
日本において「基本法」と名づけられた法律は、1947年制定の旧教育基本法が最初である（大日本帝国憲法下で制定された唯一の「基本法」でもある）。その後は原子力基本法（1955年）、農業基本法（1961年）、災害対策基本法（1961年）などがあるが、昭和期に制定された法律は10にも満たず、平成期に入ってから急増する。また、議員立法の割合が、他の法律に比べ比較的多いという特徴がある。
基本法で定める内容は抽象的なものにとどまることが多く、訓示規定・プログラム規定でその大半を構成されていることが一般的である。
日本の法律における基本法を下に列挙する。

### 現行法
1. 原子力基本法：（昭和30年12月19日法律第186号）
2. 災害対策基本法：（昭和36年11月15日法律第223号）
3. 中小企業基本法：（昭和38年7月20日法律第154号）
4. 森林・林業基本法：（昭和39年7月9日法律第161号）
5. 消費者基本法：（昭和43年5月30日法律第78号）
6. 障害者基本法：（昭和45年5月21日法律第84号）
7. 交通安全対策基本法：（昭和45年6月1日法律110号）
8. 土地基本法：（平成元年12月22日法律第84号）
9. 環境基本法：（平成5年11月19日法律第91号）
10. 高齢社会対策基本法：（平成7年11月15日法律第129号）
11. 科学技術基本法：（平成7年11月15日法律第130号）
12. 中央省庁等改革基本法：（平成10年6月12日法律第103号）
13. ものづくり基盤技術振興基本法：（平成11年3月19日法律第2号）
14. 男女共同参画社会基本法：（平成11年6月23日法律第78号）
15. 食料・農業・農村基本法：（平成11年7月16日法律第106号）
16. 循環型社会形成推進基本法：（平成12年6月2日法律第110号）
17. 高度情報通信ネットワーク社会形成基本法：（平成12年12月6日法律第144号）
18. 水産基本法：（平成13年6月29日法律第89号）
19. 文化芸術基本法：（平成13年12月7日法律第148号）
20. エネルギー政策基本法：（平成14年6月14日法律第71号）
21. 知的財産基本法：（平成14年12月4日法律第122号）
22. 食品安全基本法：（平成15年5月23日法律第48号）
23. 少子化社会対策基本法：（平成15年7月30日法律第133号）
24. 犯罪被害者等基本法：（平成16年12月8日法律第161号）
25. 食育基本法：（平成17年6月17日法律第63号）
26. 住生活基本法：（平成18年6月8日法律第61号）
27. 自殺対策基本法：（平成18年6月21日法律第85号）
28. がん対策基本法：（平成18年6月23日法律第98号）
29. 観光立国推進基本法：（平成18年12月20日法律第117号）
30. 教育基本法：（平成18年12月22日法律第120号）
31. 海洋基本法：（平成19年4月27日法律第33号）
32. 地理空間情報活用推進基本法：（平成19年5月30日法律第63号）
33. 宇宙基本法：（平成20年5月28日法律第43号）
34. 生物多様性基本法：（平成20年6月6日法律第58号）
35. 国家公務員制度改革基本法：（平成20年6月13日法律第68号）
36. 公共サービス基本法：（平成21年5月20日法律第40号）
37. バイオマス活用推進基本法：（平成21年6月12日法律第52号）
38. 肝炎対策基本法：（平成21年12月4日法律第97号）
39. 東日本大震災復興基本法（平成23年6月24日法律第76号）
40. スポーツ基本法：（平成23年6月24日法律第78号）
41. 交通政策基本法：（平成25年12月4日法律第92号）
42. 強くしなやかな国民生活の実現を図るための防災・減災等に資する国土強靱化基本法：（平成25年12月11日法律第95号）
43. アルコール健康障害対策基本法：（平成25年12月13日法律第109号）
44. 水循環基本法：（平成26年4月2日法律第16号）
45. 小規模企業振興基本法：（平成26年6月27日法律第94号）
46. アレルギー疾患対策基本法：（平成26年6月27日法律第98号）
47. サイバーセキュリティ基本法：（平成26年11月12日法律第104号）
48. 都市農業振興基本法：（平成27年4月22日法律第14号）
49. 官民データ活用推進基本法：（平成28年12月14日法律第103号）
50. ギャンブル等依存症対策基本法：（平成30年7月13日法律第74号）
51. 健康寿命の延伸等を図るための脳卒中、心臓病その他の循環器病に係る対策に関する基本法：（平成30年12月14日法律第105号）
52. 死因究明等推進基本法：（令和元年6月12日法律第33号）
53. デジタル社会形成基本法：（令和3年5月19日法律第35号）
54. こども基本法：（令和4年6月22日法律第77号）
55. 共生社会の実現を推進するための認知症基本法：（令和5年6月16日法律第65号）

### 失効
1. 教育基本法（旧）：（昭和22年3月31日法律第25号、平成18年12月22日全部改正）
2. 農業基本法：（昭和36年6月12日法律第127号）→食料・農業・農村基本法
3. 観光基本法：（昭和38年6月20日法律第107号）→観光立国推進基本法
4. 公害対策基本法：（昭和42年8月3日法律第132号）→環境基本法
5. 特殊法人等改革基本法：（平成13年6月21日法律第58号、平成18年3月31日失効）

### 略称で「基本法」と呼ばれる法律
正式な法律名では「基本法」と命名されていないが、略称に「基本法」が含まれるものとして、以下のものがある。
- ハンセン病問題の解決の促進に関する法律（平成20年6月18日法律第82号） - 略称「ハンセン病問題基本法」「ハンセン病基本法」
- 建設工事従事者の安全及び健康の確保の推進に関する法律（平成28年12月16日法律第111号） - 略称「建設職人基本法」
- 成育過程にある者及びその保護者並びに妊産婦に対し必要な成育医療等を切れ目なく提供するための施策の総合的な推進に関する法律（平成30年12月14日法律第104号） - 略称「成育基本法」

## 各国の基本法
韓国・台湾（中華民国）では、日本と同様の「基本法」が複数制定されている。一方、欧米諸国の法には、日本法の「基本法」に直接対応する用語はない。

### 韓国
- 中小企業基本法（法律第1840号、1966年12月6日公布・施行）
- 国税基本法（朝鮮語版）（法律第2679号、1974年12月21日公布・1975年1月1日施行）
- 民間防衛基本法（法律第2776号、1975年7月25日公布・8月25日施行）
- 観光基本法（法律第2877号、1975年12月31日公布・施行）
- 言論基本法（法律第3347号、1980年12月31日公布・施行、1987年11月28日廃止）
- 電気通信基本法（朝鮮語版）（法律第4393号、1983年12月30日公布・1984年9月1日施行）
- 環境政策基本法（法律第4257号、1990年8月1日公布・1991年8月1日施行）
- 青少年基本法（法律第4477号、1991年12月31日公布・1993年1月1日施行）
- 資格基本法（朝鮮語版）（法律第5314号、1997年3月27日公布・4月1日施行）
- 教育基本法（朝鮮語版）（法律第5437号、1997年12月13日公布・1998年8月1日施行）
- 科学技術基本法（法律第6353号、2001年1月16日公布・7月17日施行）
- 消防基本法（朝鮮語版）（法律第6893号、2003年5月29日公布・2004年5月30日施行）
- 災害と安全管理基本法（法律第7188号、2004年3月11日公布・6月1日施行）
- 国語基本法（法律第7368号、2005年1月27日公布・7月28日施行）
- 真実究明と和解のための基本法（法律第7542号、2005年5月31日公布・12月1日施行）

ほか多数

### 台湾
- 科学技術基本法（1999年1月20日公布・施行）
- 教育基本法（中国語版）（1999年6月23日公布・施行）
- 環境基本法（2002年12月11日公布・施行）
- 通訊伝播基本法（2004年1月7日公布・施行）
- 原住民族基本法（2005年2月5日公布・施行）
- 客家基本法（2010年1月27日公布・施行）

### フランス
Loi d'orientation （方向付け法律、進路指導法律）が「基本法」と訳されることがある。
- 国内交通基本法（1982年）

## 憲法としての「基本法」
実質的には憲法と同じものであるが、「憲法」（英: constitution）の代わりに「基本法」（英: basic law, fundamental law）が正式な呼称として用られることがある。

### 現行の基本法
- ドイツ連邦共和国基本法 - 東西分断に際して西側だけで制定されたため、再統一までの暫定憲法という意味合いで「基本法」（ドイツ語: Grundgesetz）と命名された。しかし、再統一後も新憲法は制定されることなく、基本法がそのまま効力を有している。
- 香港特別行政区基本法 - 中華人民共和国の一国二制度下における特別行政区の「小憲法」。
- マカオ特別行政区基本法 - 同上。
- イスラエルの基本法 - 制憲議会での意見対立により単独の憲法典が制定されず、各分野別の基本法が憲法に代わるものとして制定され、今日に至っている。
- 統治基本法 (サウジアラビア) - 実質的な憲法だが、同法第1条で「憲法はクルアーンとスンナとする」と定められている。
- オマーン国家基本法（英語版）
- バチカン市国基本法（英語版）
- ハンガリー基本法
- フィンランド基本法
- スウェーデンの憲法 - 4つの基本法（スウェーデン語: Grundlagar）から構成される。

### 歴史上の基本法
- ロシア帝国国家基本法（ロシア帝国）